# Alemanha nos Jogos Olímpicos de Verão de 2008
A Alemanha foi um dos duzentos e quatro países que participaram dos Jogos Olímpicos de Verão de 2008, em Pequim, na China. O país estreou nos Jogos em 1896 e esta foi sua 22ª participação.

## Nomeação dos atletas
Para os  Jogos Olímpicos de Verão de 2008, o Comitê Olímpico Nacional da Alemanha (Deutscher Olympischer Sportbund) convocou em 29 de maio de 2008 os primeiros 79 atletas qualificados. Em 23 de junho de 2008 foram convocados mais 125 atletas. A terceira e última rodada de nomeação ocorreu em 15 de julho de 2008.
A Alemanha participou com 439 atletas nos Jogos Olímpicos de Verão de 2008, que disputaram 26 dos 28 esportes olímpicos (o país só não enviou atletas para as disputas de beisebol e softbol). O time foi acompanhado por 55 médicos e fisioterapeutas, além de 240 treinadores e auxiliares.

## Medalhas

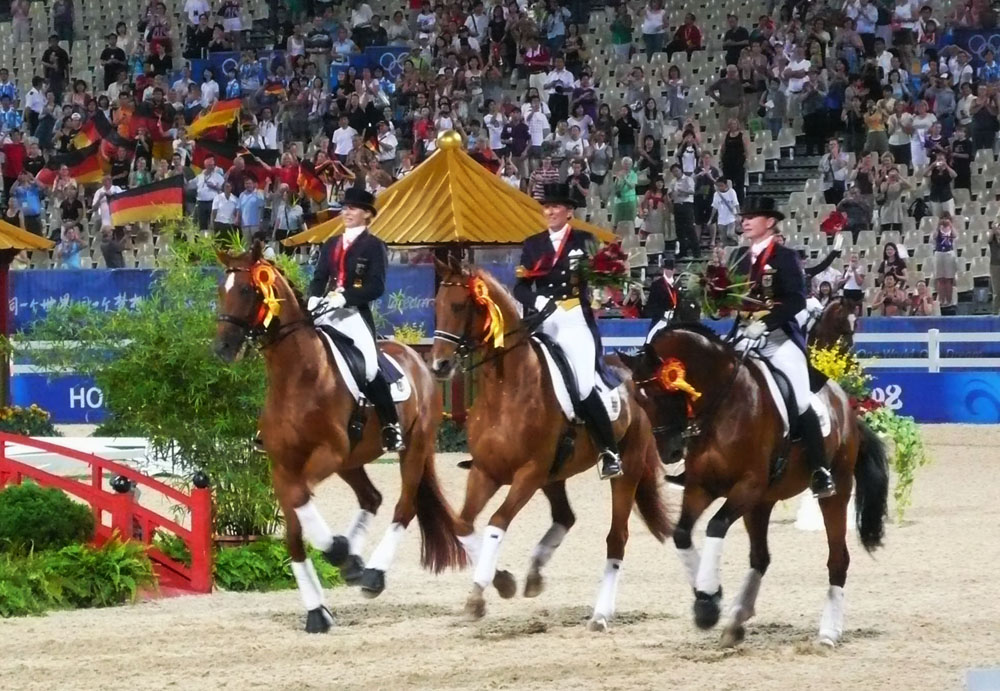
Equipe de adestramento por equipes da Alemanha medalha de ouro em Pequim

| Sebastian Biederlack Moritz Fürste Tobias Hauke Florian Keller Oliver Korn Niklas Meinert Maximilian Müller Carlos Nevado | Max Weinhold Timo Weß Benjamin Weß Tibor Weißenborn Philip Witte Matthias Witthaus Christopher Zeller Philipp Zeller |

| Nadine Angerer Fatmire Bajramaj Saskia Bartusiak Melanie Behringer Linda Bresonik Kerstin Garefrekes Ariane Hingst Ursula Holl Annike Krahn | Simone Laudehr Renate Lingor Anja Mittag Célia Okoyino da Mbabi Babett Peter Conny Pohlers Birgit Prinz Sandra Smisek Kerstin Stegemann |

## Desempenho

### Atletismo
Masculino
| Atleta                                                                                  | Prova                 | Eliminatórias | Eliminatórias | Quartos-finais | Quartos-finais | Semifinal   | Semifinal   | Final       | Final       |
| Atleta                                                                                  | Prova                 | Resultado     | Pos.          | Resultado      | Pos.           | Resultado   | Pos.        | Resultado   | Pos.        |
| --------------------------------------------------------------------------------------- | --------------------- | ------------- | ------------- | -------------- | -------------- | ----------- | ----------- | ----------- | ----------- |
| Tobias Unger                                                                            | 100 m                 | 10.46         | 4 Q           | 10.36          | 7              | Não avançou | Não avançou | Não avançou | Não avançou |
| Carsten Schlangen                                                                       | 1500 m                | 3:36.34       | 6 q           |                |                | 3:37.94     | 8           | Não avançou | Não avançou |
| André Höhne                                                                             | 20 km marcha atlética |               |               |                |                |             |             | 1:23:13     | 25          |
| André Höhne                                                                             | 50 km marcha atlética |               |               |                |                |             |             | 3:49:52     | 12          |
| Sebastian Bayer                                                                         | Salto em distância    | 7.77          | 12            |                |                |             |             | Não avançou | Não avançou |
| Raul Spank                                                                              | Salto em altura       | 2.29          | 3 Q           |                |                |             |             | 2.32        | 5           |
| Arthur Abele                                                                            | Decatlo               |               |               |                |                |             |             | DNS         | -           |
| Andre Niklaus                                                                           | Decatlo               |               |               |                |                |             |             | 8220        | 8           |
| Michael Schrader                                                                        | Decatlo               |               |               |                |                |             |             | 8194        | 10          |
| Marius Broening Till Helmke Martin Keller Alexander Kosenkow Ronny Ostwald Tobias Unger | Revezamento 4x100 m   | 38.93         | 3 Q           |                |                |             |             | 38.58       | 5           |
| Ruwen Faller Kamghe Gaba Simon Kirch Florian Seitz Bastian Swillims                     | Revezamento 4x400 m   | 3:03.49       | 4             |                |                |             |             | Não avançou | Não avançou |
| Danny Ecker                                                                             | Salto com vara        | 5.65          | 9             |                |                |             |             | 5.70        | 6           |
| Raphael Holzdeppe                                                                       | Salto com vara        | 5.65          | 3 Q           |                |                |             |             | 5.60        | 8           |
| Tim Lobinger                                                                            | Salto com vara        | 5.55          | 16            |                |                |             |             | Não avançou | Não avançou |
| Ralf Bartels                                                                            | Arremesso de peso     | DNS           | -             |                |                |             |             | Não avançou | Não avançou |
| Peter Sack                                                                              | Arremesso de peso     | 20.01         | 13            |                |                |             |             | Não avançou | Não avançou |
| Stephan Steding                                                                         | Lançamento de dardo   | 70.05         | 32            |                |                |             |             | Não avançou | Não avançou |
| Alexander Vieweg                                                                        | Lançamento de dardo   | 67.49         | 35            |                |                |             |             | Não avançou | Não avançou |
| Markus Esser                                                                            | Arremesso de martelo  | 77.60         | 6 Q           |                |                |             |             | 77.10       | 9           |

Feminino
| Atleta                                                                                  | Prova                 | Eliminatória | Eliminatória | Quartos-finais | Quartos-finais | Semifinal   | Semifinal   | Final       | Final             |
| Atleta                                                                                  | Prova                 | Resultado    | Pos.         | Resultado      | Pos.           | Resultado   | Pos.        | Resultado   | Pos.              |
| --------------------------------------------------------------------------------------- | --------------------- | ------------ | ------------ | -------------- | -------------- | ----------- | ----------- | ----------- | ----------------- |
| Carolin Nytra                                                                           | 100 m com barreiras   | 12.95        | 4 q          | 12.99          | 7              | Não avançou | Não avançou | Não avançou | Não avançou       |
| Antje Möldner                                                                           | 3000 m com obstáculos | 9:29.86 RN   | 7            |                |                | Não avançou | Não avançou | Não avançou | Não avançou       |
| Sabrina Mockenhaupt                                                                     | 10000 m               |              |              |                |                |             |             | 31:14.21    | 13                |
| Melanie Seeger                                                                          | 20 km marcha atlética |              |              |                |                |             |             | 1:31:56     | 22                |
| Sabine Zimmer                                                                           | 20 km marcha atlética |              |              |                |                |             |             | 1:30:19     | 14                |
| Susanne Hahn                                                                            | Maratona feminina     |              |              |                |                |             |             | 2:38:31     | 52                |
| Melanie Kraus                                                                           | Maratona feminina     |              |              |                |                |             |             | 2:35:17     | 30                |
| Ariane Friedrich                                                                        | Salto em altura       | 1.93         | 2 Q          |                |                |             |             | 1.96        | 7                 |
| Sonja Kesselschläger                                                                    | Heptatlo              |              |              |                |                |             |             | 6140        | 16                |
| Jennifer Oeser                                                                          | Heptatlo              |              |              |                |                |             |             | 6360        | 11                |
| Lili Schwarzkopf                                                                        | Heptatlo              |              |              |                |                |             |             | 6379        | 8                 |
| Anne Möllinger Mareike Peters Verena Sailer Cathleen Tschirch Marion Wagner Katja Wakan | Revezamento 4×100 m   | 43.59        | 3 Q          |                |                |             |             | 43.28       | 5                 |
| Jonna Tilgner Sorina Nwachukwu Florence Ekpo-Umoh Claudia Hoffmann                      | Revezamento 4×400 m   | 3:25.55      | 4 Q          |                |                |             |             | 3:28.45     | 8                 |
| Carolin Hingst                                                                          | Salto com vara        | 4.50         | 6 Q          |                |                |             |             | 4.65        | 6                 |
| Anastasija Reiberger                                                                    | Salto com vara        | 4.40         | 8            |                |                |             |             | Não avançou | Não avançou       |
| Silke Spiegelburg                                                                       | Salto com vara        | 4.50         | 6 Q          |                |                |             |             | 4.65        | 7                 |
| Denise Hinrichs                                                                         | Arremesso de peso     | 18.36        | 19           |                |                |             |             | Não avançou | Não avançou       |
| Nadine Kleinert                                                                         | Arremesso de peso     | 18.52        | 10 Q         |                |                |             |             | 19.01       | 7                 |
| Christina Schwanitz                                                                     | Arremesso de peso     | 19.09        | 7 Q          |                |                |             |             | 18.27       | 11                |
| Katharina Molitor                                                                       | Lançamento de dardo   | 60.92        | 9 Q          |                |                |             |             | 59.64       | 8                 |
| Steffi Nerius                                                                           | Lançamento de dardo   | 63.94        | 3 Q          |                |                |             |             | 65.29       | 5                 |
| Christina Obergföll                                                                     | Lançamento de dardo   | 67.52        | 2 Q          |                |                |             |             | 66.13       | Medalha de bronze |
| Betty Heidler                                                                           | Arremesso de martelo  | 71.51        | 7 Q          |                |                |             |             | 70.06       | 9                 |
| Kathrin Klaas                                                                           | Arremesso de martelo  | 67.54        | 22           |                |                |             |             | Não avançou | Não avançou       |

### Badminton
| Atleta                       | Prova             | Ronda dos 64                        | Ronda dos 32                     | Ronda dos 16                            | Quartos-finais           | Semifinais             | Final                  | Final       |
| Atleta                       | Prova             | Adversário e resultado              | Adversário e resultado           | Adversário e resultado                  | Adversário e resultado   | Adversário e resultado | Adversário e resultado | Pos.        |
| ---------------------------- | ----------------- | ----------------------------------- | -------------------------------- | --------------------------------------- | ------------------------ | ---------------------- | ---------------------- | ----------- |
| Marc Zwiebler                | Simples masculino | IRL S. Evans V 21-18 18-21 21-19    | GBR A. Smith V 16-21 21-13 21-17 | KOR H. Lee D 13-21 11-21                | Não avançou              | Não avançou            | Não avançou            | Não avançou |
| Juliane Schenk               | Simples feminino  | INA M. Yulianti D 21-18 13-21 20-22 | Não avançou                      | Não avançou                             | Não avançou              | Não avançou            | Não avançou            | Não avançou |
| Huaiwen Xu                   | Simples feminino  |                                     | FIN A. Nieminen V 21-17 21-8     | GBR T. Hallam V 21-20 21-7              | CHN X. Xie D 19-21 20-22 | Não avançou            | Não avançou            | Não avançou |
| Kristof Hopp Birgit Overzier | Duplas mistas     |                                     |                                  | INA F. Limpele V. Marissa D 12-21 12-21 | Não avançou              | Não avançou            | Não avançou            | Não avançou |

### Basquetebol
Masculino
| Equipe | Fase de grupos                                                                                          | Fase de grupos | Quartas de final       | Semifinal              | Final                  | Pos. |
| Equipe | Adversário e resultado                                                                                  | Pos.           | Adversário e resultado | Adversário e resultado | Adversário e resultado | Pos. |
| --- | --- | -------------- | ---------------------- | ---------------------- | ---------------------- | ---- |
| Patrick Femerling Robert Garrett Demond Greene Steffen Hamann Jan-Hendrik Jagla Chris Kaman Dirk Nowitzki Tim Ohlbrecht Pascal Roller Sven Schultze Konrad Wysocki Philip Zwiener | ANG Angola V 95-66 GRE Grécia D 87-64 ESP Espanha D 59-72 CHN China D 59-55 USA Estados Unidos D 106-57 | 5º (gr. B)     | Não avançou            | Não avançou            | Não avançou            | 10   |

### Boxe
| Atleta              | Prova           | Ronda dos 32           | Ronda dos 16           | Quartos-finais         | Semifinais             | Final                  |
| Atleta              | Prova           | Adversário e resultado | Adversário e resultado | Adversário e resultado | Adversário e resultado | Adversário e resultado |
| ------------------- | --------------- | ---------------------- | ---------------------- | ---------------------- | ---------------------- | ---------------------- |
| Rustamhodza Rahimov | Peso galo       | UZB H. Tojibaev D 2-11 | Não avançou            | Não avançou            | Não avançou            | Não avançou            |
| Wilhelm Gratschow   | Peso pena       | TUN A. Shili D 5-14    | Não avançou            | Não avançou            | Não avançou            | Não avançou            |
| Jack Culcay Keth    | Peso meio-médio | KOR K. Kim D 11-11+    | Não avançou            | Não avançou            | Não avançou            | Não avançou            |
| Konstantin Buga     | Peso médio      | ECU C. Gongora D 7-14  | Não avançou            | Não avançou            | Não avançou            | Não avançou            |

### Canoagem de velocidade
| Atleta                                                                          | Prova                | Eliminatórias | Eliminatórias | Semifinais | Semifinais | Final       | Final             |
| Atleta                                                                          | Prova                | Tempo         | Pos.          | Tempo      | Pos.       | Tempo       | Pos.              |
| ------------------------------------------------------------------------------- | -------------------- | ------------- | ------------- | ---------- | ---------- | ----------- | ----------------- |
| Andreas Dittmer                                                                 | C-1 500 m masculino  | 1:49.527      | 11            | 1:53.182   | 7          | Não avançou | Não avançou       |
| Andreas Dittmer                                                                 | C-1 1000 m masculino | 4:00.505      | 6             | 3:58.595   | 4          | 3:57.894    | 8                 |
| Christian Gille Thomasz Wylenzek                                                | C-2 500 m masculino  | 1:41.513      | 2             |            |            | 1:41.964    | Medalha de bronze |
| Christian Gille Thomasz Wylenzek                                                | C-2 1000 m masculino | 3:40.939      | 2             |            |            | 3:36.588    | Medalha de prata  |
| Jonas Ems                                                                       | K-1 500 m masculino  | 1:38.819      | 2             | 1:44.717   | 6          | Não avançou | Não avançou       |
| Max Hoff                                                                        | K-1 1000 m masculino | 3:30.316      | 3             | 3:32.847   | 1          | 3:29.391    | 5                 |
| Ronald Rauhe Tim Wieskotter                                                     | K-2 500 m masculino  | 1:28.736      | 1             |            |            | 1:28.827    | Medalha de prata  |
| Martin Hollstein Andreas Ihle                                                   | K-2 1000 m masculino | 3:15.987      | 1             |            |            | 3:11.809    | Medalha de ouro   |
| Lutz Altepost Norman Brockl Torsten Eckbrett Bjorn Hogel Goldschmidt            | K-4 1000 m masculino | 2:57.148      | 1             |            |            | 2:56.676    | Medalha de bronze |
| Katrin Wagner-Augustin                                                          | K-1 500 m feminino   | 1:48.875      | 2             |            |            | 1:51.022    | Medalha de bronze |
| Fanny Fischer Nicole Reinhardt                                                  | K-2 500 m feminino   | 1:43.412      | 2             |            |            | 1:42.899    | 4                 |
| Fanny Fischer Carolin Martina Leonhardt Nicole Reinhardt Katrin Wagner-Augustin | K-4 500 m feminino   | 1:33.912      | 1             |            |            | 1:32.231    | Medalha de ouro   |

### Canoagem slalom
| Atleta                         | Eliminatórias | Fase Preliminar | Fase Preliminar | Fase Preliminar | Fase Preliminar | Fase Preliminar | Fase Preliminar | Semifinal | Semifinal | Final       | Final       | Total       | Pos.            |
| Atleta                         | Eliminatórias | Desc. 1         | Pos.            | Desc. 2         | Pos.            | Total           | Pos.            | Tempo     | Pos.      | Tempo       | Pos.        | Total       | Pos.            |
| ------------------------------ | ------------- | --------------- | --------------- | --------------- | --------------- | --------------- | --------------- | --------- | --------- | ----------- | ----------- | ----------- | --------------- |
| Jan Benzien                    | C-1 masculino | 85.92           | 3               | 84.58           | 2               | 170.50          | 2 Q             | 95.15     | 12        | Não avançou | Não avançou | Não avançou | Não avançou     |
| Felix Michel Sebastian Piersig | C-2 masculino | 96.04           | 3               | 96.33           | 4               | 192.37          | 5 Q             | 94.38     | 1 Q       | 110.05      | 6           | 204.43      | 6               |
| Alexander Grimm                | K-1 masculino | 84.90           | 2               | 84.36           | 4               | 169.26          | 4 Q             | 87.31     | 4 Q       | 84.39       | 1           | 171.70      | Medalha de ouro |
| Jennifer Bongardt              | K-1 feminino  | 92.79           | 1               | 94.58           | 5               | 189.37          | 4 Q             | 203.29    | 15        | Não avançou | Não avançou | Não avançou | Não avançou     |

### Ciclismo de estrada
| Atlete            | Prova                        | Tempo   | Pos.    |
| ----------------- | ---------------------------- | ------- | ------- |
| Gerald Ciolek     | Corrida em estrada masculino | DNF     | DNF     |
| Bert Grabsch      | Corrida em estrada masculino | DNF     | DNF     |
| Bert Grabsch      | Contra o relógio masculino   | 1:05:26 | 13º     |
| Stefan Schumacher | Corrida em estrada masculino | DNF     | DNF     |
| Stefan Schumacher | Contra o relógio masculino   | 1:05:25 | 13º DSQ |
| Jens Voigt        | Corrida em estrada masculino | DNF     | DNF     |
| Fabian Wegmann    | Corrida em estrada masculino | 6:26:17 | 20º     |
| Judith Arndt      | Corrida em estrada feminina  | 3:33:51 | 41º     |
| Judith Arndt      | Contra o relógio feminino    | 35:59   | 6º      |
| Hanka Kupfernagel | Corrida em estrada feminina  | 3:33:25 | 39º     |
| Hanka Kupfernagel | Contra o relógio feminino    | 36:35   | 11º     |
| Trixi Worrack     | Corrida em estrada feminina  | 3:32:52 | 20º     |

### Ciclismo Mountain Bike
| Atleta           | Prova                   | Tempo     | Pos.            |
| ---------------- | ----------------------- | --------- | --------------- |
| Manuel Fumic     | Cross-country masculino | 2:01:16   | 11              |
| Wolfram Kurschat | Cross-country masculino | -2 voltas | 33              |
| Moritz Milatz    | Cross-country masculino | 2:02:59   | 16              |
| Adelheid Morath  | Cross-country feminino  | 2:02:25   | 18              |
| Sabine Spitz     | Cross-country feminino  | 1:45:11   | Medalha de ouro |

### Ciclismo de pista
Velocidade
| Atleta                                   | Prova                            | Qualificação  | Qualificação | 1/16 Finais (Repescagem)      | 1/8 Finais (Repescagem)       | Quartos-finais                   | Semifinais                      | Finais (5º-12º lugar)                        | Finais (5º-12º lugar) |
| Atleta                                   | Prova                            | Tempo Veloc.  | Pos.         | Adversário e resultado        | Adversário e resultado        | Adversário e resultado           | Adversário e resultado          | Adversário e resultado                       | Pos.                  |
| ---------------------------------------- | -------------------------------- | ------------- | ------------ | ----------------------------- | ----------------------------- | -------------------------------- | ------------------------------- | -------------------------------------------- | --------------------- |
| Maximilian Levy                          | Velocidade masculino             | 10.199 70.595 | 6            | NED T. Mulder V 10.840 66.420 | AUS R. Bayley V 10.763 66.895 | NED T. Mulder V 10.689, V 10.660 | GBR J. Kenny V 10.594, V 10.335 | FRA M. Bourgain D 11.047, V 10.666, D 10.560 | 4                     |
| Stefan Nimke                             | Velocidade masculino             | 10.064 71.542 | 3            | CHN L. Zhang V 10.828 66.494  | NED T. Mulder D 10.888 66.127 | Não avançou                      | Não avançou                     | Não avançou                                  | Não avançou           |
| René Enders Maximilian Levy Stefan Nimke | Velocidade por equipes masculino | 44.197        | 3            |                               |                               | JPN Japão V 43.699 62.741        |                                 | AUS Austrália V 43.699 62.741                | Medalha de bronze     |

Perseguição
| Atleta      | Prova                           | Qualificação | Qualificação | 1ª Ronda               | 1ª Ronda    | Finais                 | Finais      |
| Atleta      | Prova                           | Tempo        | Pos.         | Adversário e resultado | Pos.        | Adversário e resultado | Pos.        |
| ----------- | ------------------------------- | ------------ | ------------ | ---------------------- | ----------- | ---------------------- | ----------- |
| Verena Jooß | Perseguição individual feminino | 3:34.480     | 11           | Não avançou            | Não avançou | Não avançou            | Não avançou |

Keirin
| Atleta            | Prova            | 1ª Ronda | Repescagem | 2ª Ronda | Finais (7º-12º lugar) |
| Atleta            | Prova            | Pos.     | Pos.       | Pos.     | Pos.                  |
| ----------------- | ---------------- | -------- | ---------- | -------- | --------------------- |
| Carsten Bergemann | Keirin masculino | 5        |            | 6        | 5                     |
| Maximilian Levy   | Keirin masculino |          | 8          |          |                       |

Corridas por pontos
| Atleta                   | Prova                        | Pontos/Voltas | Pos.             |
| ------------------------ | ---------------------------- | ------------- | ---------------- |
| Roger Kluge              | Corrida por pontos masculino | 58            | Medalha de prata |
| Verena Jooß              | Corrida por pontos feminino  | -1            | DNF              |
| Roger Kluge Olaf Pollack | Madison masculino            | 15            | 5                |

### Esgrima
| Atleta                                         | Prova                        | Ronda dos 64           | Ronda dos 32           | Ronda dos 16              | Quartos-finais            | Semifinais             | Final                  | Final           |
| Atleta                                         | Prova                        | Adversário e resultado | Adversário e resultado | Adversário e resultado    | Adversário e resultado    | Adversário e resultado | Adversário e resultado | Rank            |
| ---------------------------------------------- | ---------------------------- | ---------------------- | ---------------------- | ------------------------- | ------------------------- | ---------------------- | ---------------------- | --------------- |
| Peter Joppich                                  | Florete individual masculino |                        | Bye                    | GBR Kruse V 10-9          | JPN Ota D 12-15           | Não avançou            | Não avançou            | 5               |
| Benjamin Kleibrink                             | Florete individual masculino |                        | Bye                    | JPN K. Chida V 15-10      | CHN Lei V 15-7            | CHN Z. Jun V 15-4      | JPN Y. Ota V 15-9      | Medalha de ouro |
| Nicolas Limbach                                | Sabre individual masculino   |                        | POL Koniusz V 15-7     | BLR Biukevich D 14-15     | Não avançou               | Não avançou            | Não avançou            | Não avançou     |
| Imke Duplitzer                                 | Espada individual feminino   |                        | PAN J. Luna V 15-10    | HUN Mincza-Nebald D 11-15 | Não avançou               | Não avançou            | Não avançou            | Não avançou     |
| Britta Heidemann                               | Espada individual feminino   |                        |                        | KOR J. Jung V 12-05       | SWE E. Samuelsson V 15-10 | CHN Li V 15-13         | ROU A. Brânză V 15-11  | Medalha de ouro |
| Carolin Golubytskyi                            | Florete individual feminino  |                        | USA H. Thompson V 13-5 | JPN C. Sugawara D 5-6     | Não avançou               | Não avançou            | Não avançou            | Não avançou     |
| Anja Schache                                   | Florete individual feminino  |                        | RUS E. Lamonova D 2-15 | Não avançou               | Não avançou               | Não avançou            | Não avançou            | Não avançou     |
| Katja Wächter                                  | Florete individual feminino  | PER M. Doig V 15-4     | ROU C. Stahl V 15-6    | FRA C. Maitrejean V 15-10 | ITA G. Trillini D 8-15    | Não avançou            | Não avançou            | Não avançou     |
| Alexandra Bujdoso                              | Sabre individual feminino    | CAN J. Cloutier V 15-2 | CHN T. Xue D 6-15      | Não avançou               | Não avançou               | Não avançou            | Não avançou            | Não avançou     |
| Carolin Golubytskyi Anja Schache Katja Wächter | Florete por equipes feminino |                        |                        |                           | HUN Hungria D 31-35       | Não avançou            | Não avançou            | Não avançou     |

- Melanie Wolgast, (atleta em alternativa)

### Futebol
Feminino
| Equipe | Equipe | Fase de grupos                                               | Fase de grupos | Quartas                | Semifinal              | Final                               | Pos.              |
| Equipe | Equipe | Adversário e resultado                                       | Pos.           | Adversário e resultado | Adversário e resultado | Adversário e resultado              | Pos.              |
| --- | --- | ------------------------------------------------------------ | -------------- | ---------------------- | ---------------------- | ----------------------------------- | ----------------- |
| Nadine Angerer Fatmire Bajramaj Saskia Bartusiak Melanie Behringer Linda Bresonik Kerstin Garefrekes Ariane Hingst Ursula Holl Annike Krahn | Simone Laudehr Renate Lingor Anja Mittag Celia Okoyino da Mbabi Babett Peter Conny Pohlers Birgit Prinz Sandra Smisek Kerstin Stegemann | BRA Brasil E 0-0 NGR Nigéria V 1-0 PRK Coreia do Norte V 1-0 | 2º (gr. F)     | SWE Suécia V 2-0       | BRA Brasil D 1-4       | Disputa pelo bronze JPN Japão V 2-0 | Medalha de bronze |

### Ginástica artística
Masculino
| Atleta                                                                                       | Prova            | Aparelhos  | Aparelhos        | Aparelhos | Aparelhos          | Aparelhos        | Aparelhos  | Qualificação | Qualificação | Final       | Final             |
| Atleta                                                                                       | Prova            | Solo       | Cavalo com alças | Argolas   | Salto sobre a mesa | Barras paralelas | Barra fixa | Total        | Pos.         | Total       | Pos.              |
| -------------------------------------------------------------------------------------------- | ---------------- | ---------- | ---------------- | --------- | ------------------ | ---------------- | ---------- | ------------ | ------------ | ----------- | ----------------- |
| Thomas Andergassen                                                                           | Individual Geral |            | 14.900           | 15.525    |                    | 14.675           |            | 45.100       | 75           | Não avançou | Não avançou       |
| Phillip Boy                                                                                  | Individual Geral | 14.450     | 14.675           | 14.650    | 16.200             | 15.125           | 14.375     | 89.475       | 21 Q         | 90.675      | 13                |
| Fabian Hambüchen                                                                             | Individual Geral | 15.800     | 13.100           | 14.975    | 16.300             | 16.050           | 16.200     | 92.425       | 2 Q          | 91.675      | 7                 |
| Fabian Hambüchen                                                                             | Solo             |            |                  |           |                    |                  |            | 15.800       | 4 Q          | 15.650      | 4                 |
| Fabian Hambüchen                                                                             | Barras paralelas |            |                  |           |                    |                  |            | 16.050       | 8 Q          | 15.975      | 4                 |
| Fabian Hambüchen                                                                             | Barra fixa       |            |                  |           |                    |                  |            | 16.200       | 1 Q          | 15.650      | Medalha de bronze |
| Robert Juckel                                                                                | Individual Geral | 14.850     | 14.850           | 14.425    | 15.050             |                  | 14.750     | 73.925       | 56           | Não avançou | Não avançou       |
| Marcel Nguyen                                                                                | Individual Geral | 15.425     |                  | 14.850    | 16.225             | 14.875           | 14.450     | 75.825       | 49           | Não avançou | Não avançou       |
| Eugen Spiridonov                                                                             | Individual Geral | 15.025     | 14.475           |           | 15.650             | 15.450           | 14.400     | 75.000       | 53           | Não avançou | Não avançou       |
| Thomas Andergassen Phillip Boy Fabian Hambüchen Robert Juckel Marcel Nguyen Eugen Spiridonov | Equipes          | 61.100 (3) | 58.900 (3)       | 60.00 (8) | 64.375 (4)         | 61.500 (7)       | 59.800 (6) | 365.675      | 5 Q          | 274.600     | 4                 |

Feminino
| Atleta                                                                                        | Prova              | Aparelhos          | Aparelhos           | Aparelhos   | Aparelhos  | Qualificação | Qualificação | Final       | Final            |
| Atleta                                                                                        | Prova              | Salto sobre a mesa | Barras assimétricas | Trave       | Solo       | Total        | Pos.         | Total       | Pos.             |
| --------------------------------------------------------------------------------------------- | ------------------ | ------------------ | ------------------- | ----------- | ---------- | ------------ | ------------ | ----------- | ---------------- |
| Katja Abel                                                                                    | Individual Geral   | 14.250             | 14.650              | 14.075      | 13.475     | 56.450       | 40           | Não avançou | Não avançou      |
| Daria Bijak                                                                                   | Individual Geral   | 14.175             | 14.650              | 11.150      | 14.475     | 54.450       | 51           | Não avançou | Não avançou      |
| Anja Brinker                                                                                  | Individual Geral   |                    | 15.125              |             |            | 15.125       | 94           | Não avançou | Não avançou      |
| Oksana Chusovitina                                                                            | Individual Geral   | 15.800             | 14.725              | 14.400      | 14.450     | 59.375       | 14 Q         | 60.125      | 9                |
| Oksana Chusovitina                                                                            | Salto sobre a mesa |                    |                     |             |            | 15.525       | 4 Q          | 15.575      | Medalha de prata |
| Marie-Sophie Hindermann                                                                       | Individual Geral   | 14.925             | 13.125              | 13.425      | 12.400     | 53.875       | 55           | Não avançou | Não avançou      |
| Joeline Möbius                                                                                | Individual Geral   | 13.675             |                     | 13.925      | 14.275     | 41.875       | 79           | Não avançou | Não avançou      |
| Katja Abel Daria Bijak Anja Brinker Oksana Chusovitina Marie-Sophie Hindermann Joeline Möbius | Equipes            | 59.150 (8)         | 59.150 (5)          | 55.825 (12) | 56.675 (9) | 230.800      | 12           | Não avançou | Não avançou      |

### Ginástica de trampolim
| Atleta         | Prova     | Eliminatórias | Eliminatórias | Final       | Final       |
| Atleta         | Prova     | Pontos        | Pos.          | Pontos      | Pos.        |
| -------------- | --------- | ------------- | ------------- | ----------- | ----------- |
| Henrik Stehlik | Masculino | 64.60         | 16            | Não avançou | Não avançou |
| Anna Dogonadze | Feminino  | 64.30         | 7 Q           | 18.90       | 8           |

### Halterofilismo
| Atleta           | Prova             | Arranque  | Arranque | Arremesso | Arremesso | Total | Pos.            |
| Atleta           | Prova             | Resultado | Pos.     | Resultado | Pos.      | Total | Pos.            |
| ---------------- | ----------------- | --------- | -------- | --------- | --------- | ----- | --------------- |
| Artyom Shaloyan  | -69 kg masculino  | 135       | 16       | 165       | 15        | 300   | 14              |
| Jürgen Spiess    | -94 kg masculino  | 173.0     | 10       | 211.0     | 9         | 384.0 | 9               |
| Matthias Steiner | +105 kg masculino | 203       | 4        | 258       | 1         | 461   | Medalha de ouro |
| Almir Velagic    | +105 kg masculino | 188       | 7        | 225       | 8         | 413   | 8               |
| Julia Rohde      | -53 kg feminino   | 82        | 7        | 103       | 8         | 185   | 7               |

### Handebol
Masculino
| Equipe | Fase de Grupos                                                                                            | Fase de Grupos | Quartos-final          | Semifinal              | Final                  | Pos. |
| Equipe | Adversário e resultado                                                                                    | Pos.           | Adversário e resultado | Adversário e resultado | Adversário e resultado | Pos. |
| --- | --- | -------------- | ---------------------- | ---------------------- | ---------------------- | ---- |
| Johannes Bitter Henning Fritz Holger Glandorf Pascal Hens Torsten Jansen Lars Kaufmann Florian Kehrmann Dominik Klein Andrej Klimovets Oliver Köhrmann Michael Kraus Oliver Roggisch Christian Schwarzer Christian Zeitz | KOR Coreia do Sul V 27-23 ISL Islândia D 33-29 EGY Egito V 25-23 RUS Rússia E 24-24 DEN Dinamarca D 21-27 | 5º (gr. B)     | Não avançou            | Não avançou            | Não avançou            | 9º   |

Feminino
| Equipe | Fase de Grupos                                                                                         | Fase de Grupos | Quartos-final          | Semifinal              | Final                  | Pos. |
| Equipe | Adversário e resultado                                                                                 | Pos.           | Adversário e resultado | Adversário e resultado | Adversário e resultado | Pos. |
| --- | --- | -------------- | ---------------------- | ---------------------- | ---------------------- | ---- |
| Anja Althaus Maren Baumbach Sabine Englert Nadine Härdter Mandy Hering Grit Jurack Nadine Krause Anna Loerper Stefanie Melbeck Anne Müller Sabrina Neukamp Lara Steinbach Nina Wörz Clara Woltering | BRA Brasil V 24-22 KOR Coreia do Sul D 30-20 HUN Hungria D 24-25 SWE Suécia D 26-27 RUS Rússia D 30-29 | 6º (gr. B)     | Não avançou            | Não avançou            | Não avançou            | 11º  |

### Hipismo
Adestramento
| Atleta                                       | Cavalo                     | Prova      | 1º dia | 1º dia | 2º dia | 2º dia | 3º dia      | 3º dia      | Resultados Finais | Resultados Finais |
| Atleta                                       | Cavalo                     | Prova      | Pontos | Pos.   | Pontos | Pos.   | Pontos      | Pos.        | Total Pontos      | Pos.              |
| -------------------------------------------- | -------------------------- | ---------- | ------ | ------ | ------ | ------ | ----------- | ----------- | ----------------- | ----------------- |
| Nadine Capellmann                            | Elvis VA                   | Individual | 70.083 | 9      | 67.240 | 17     | Não avançou | Não avançou | 67.240            | 17                |
| Heike Kemmer                                 | Bonaparte                  | Individual | 72.250 | 3      | 72.960 | 3      | 75.950      | 4           | 74.445            | Medalha de bronze |
| Isabell Werth                                | Satchmo                    | Individual | 76.417 | 1      | 75.200 | 1      | 78.100      | 2           | 76.650            | Medalha de prata  |
| Nadine Capellmann Heike Kemmer Isabell Werth | Elvis VA Bonaparte Satchmo | Equipes    |        |        |        |        |             |             | 72.917            | Medalha de ouro   |

Saltos
| Atleta                                                                      | Cavalo                                           | Prova      | 1ª rodada classificação/ Qualificação Equipes | 1ª rodada classificação/ Qualificação Equipes | 2ª rodada classificação/ Ronda 1 Final Equipes | 2ª rodada classificação/ Ronda 1 Final Equipes | 2ª rodada classificação/ Ronda 1 Final Equipes | 3ª rodada classificação/ Ronda 2 Final Equipes | 3ª rodada classificação/ Ronda 2 Final Equipes | 3ª rodada classificação/ Ronda 2 Final Equipes | Final Individual | Final Individual | Final Individual | Final Individual | Final Individual | Final Individual | Final Individual | Resultados Finais | Resultados Finais |
| Atleta                                                                      | Cavalo                                           | Prova      | 1ª rodada classificação/ Qualificação Equipes | 1ª rodada classificação/ Qualificação Equipes | 2ª rodada classificação/ Ronda 1 Final Equipes | 2ª rodada classificação/ Ronda 1 Final Equipes | 2ª rodada classificação/ Ronda 1 Final Equipes | 3ª rodada classificação/ Ronda 2 Final Equipes | 3ª rodada classificação/ Ronda 2 Final Equipes | 3ª rodada classificação/ Ronda 2 Final Equipes | Ronda A          | Ronda A          | Ronda B          | Ronda B          | Ronda B          | Desempate        | Desempate        | Resultados Finais | Resultados Finais |
| Atleta                                                                      | Cavalo                                           | Prova      | Penalidades                                   | Pos.                                          | Penalidades                                    | Total                                          | Pos.                                           | Penalidades                                    | Total                                          | Pos.                                           | Penalidades      | Pos.             | Penalidades      | Total            | Pos.             | Penalidades      | Tempo            | Total Penalidades | Pos.              |
| --------------------------------------------------------------------------- | ------------------------------------------------ | ---------- | --------------------------------------------- | --------------------------------------------- | ---------------------------------------------- | ---------------------------------------------- | ---------------------------------------------- | ---------------------------------------------- | ---------------------------------------------- | ---------------------------------------------- | ---------------- | ---------------- | ---------------- | ---------------- | ---------------- | ---------------- | ---------------- | ----------------- | ----------------- |
| Christian Ahlmann                                                           | Coster                                           | Individual | 10.00                                         | 56                                            | 8.00                                           | 18.00                                          | 40                                             | 4.00                                           | 22.00                                          | 31                                             | -                | EL               | Não avançou      | Não avançou      | Não avançou      | Não avançou      | Não avançou      | -                 | EL                |
| Ludger Beerbaum                                                             | All Inclusive                                    | Individual | 10.00                                         | 56                                            | 8.00                                           | 18.00                                          | 40                                             | 6.00                                           | 24.00                                          | 33                                             | 4.00             | 11               | 0.00             | 4.00             | 3                | 4.00             | 36.16            | 4.00              | 7                 |
| Marco Kutscher                                                              | Cornet Obolensky                                 | Individual | 6.00                                          | 46                                            | 13.00                                          | 19.00                                          | 44                                             | 29.00                                          | 38.00                                          | 43                                             | Não avançou      | Não avançou      | Não avançou      | Não avançou      | Não avançou      | Não avançou      | Não avançou      | 38.00             | 43                |
| Meredith Michaels-Beerbaum                                                  | Shutterfly                                       | Individual | 6.00                                          | 46                                            | 4.00                                           | 10.00                                          | 26                                             | 4.00                                           | 14.00                                          | 16                                             | 4.00             | 11               | 0.00             | 4.00             | 3                | 0.00             | 35,37            | 0.00              | 4                 |
| Christian Ahlmann Ludger Beerbaum Marco Kutscher Meredith Michaels-Beerbaum | Coster All Inclusive Cornet Obolensky Shutterfly | Equipes    | 22.00                                         | 12                                            | 20.00                                          | -                                              | 8                                              | 14.00                                          | 34.00                                          | 5                                              |                  |                  |                  |                  |                  |                  |                  | 34.00             | 5                 |

Concurso Completo de Equitação
| Atleta                                                                     | Cavalo                                                      | Prova      | Adestramento | Adestramento | Cross-country | Cross-country | Cross-country | Saltos                     | Saltos                     | Saltos                     | Saltos           | Saltos           | Saltos           | Resultados Finais | Resultados Finais |
| Atleta                                                                     | Cavalo                                                      | Prova      | Adestramento | Adestramento | Cross-country | Cross-country | Cross-country | Qualif. Ind./ Final Equipa | Qualif. Ind./ Final Equipa | Qualif. Ind./ Final Equipa | Individual Final | Individual Final | Individual Final | Resultados Finais | Resultados Finais |
| Atleta                                                                     | Cavalo                                                      | Prova      | Penalidades  | Pos.         | Penalidades   | Total         | Pos.          | Penalidades                | Total                      | Pos.                       | Penalidades      | Total            | Pos.             | Total Penalidades | Pos.              |
| -------------------------------------------------------------------------- | ----------------------------------------------------------- | ---------- | ------------ | ------------ | ------------- | ------------- | ------------- | -------------------------- | -------------------------- | -------------------------- | ---------------- | ---------------- | ---------------- | ----------------- | ----------------- |
| Andreas Dibowski                                                           | Butts Leon                                                  | Individual | 39.60        | 11           | 17.60         | 57.20         | 8             | 0.00                       | 57.20                      | 5                          | 8.00             | 65.20            | 8                | 65.20             | 8                 |
| Ingrid Klimke                                                              | Abraxxas                                                    | Individual | 33.50        | 3            | 17.20         | 50.70         | 2             | 4.00                       | 54.70                      | 2                          | 5.00             | 59.70            | 5                | 59.70             | 5                 |
| Frank Ostholt                                                              | Mr. Medicott                                                | Individual | 44.60        | 21           | 13.20         | 57.80         | 12            | 0.00                       | 57.80                      | 8                          | Não avançou      | Não avançou      | Não avançou      | 57.80             | 25                |
| Hinrich Romeike                                                            | Marius                                                      | Individual | 37.40        | 7            | 12.80         | 50.20         | 1             | 4.00                       | 54.20                      | 1                          | 0.00             | 54.20            | 1                | 54.20             | Medalha de ouro   |
| Peter Thomsen                                                              | The Ghost of Hamish                                         | Individual | 53.30        | 46           | 25.60         | 98.90         | 44            | 4.00                       | 102.90                     | 38                         | Não avançou      | Não avançou      | Não avançou      | 102.90            | 38                |
| Andreas Dibowski Ingrid Klimke Frank Ostholt Hinrich Romeike Peter Thomsen | Butts Leon Abraxxas Mr. Medicott Marius The Ghost of Hamish | Equipes    | 110.50       | 2            | 47.60         | 158.10        | 1             | 8.00                       | 166.10                     | 1                          |                  |                  |                  | 166.10            | Medalha de ouro   |

### Hóquei sobre a grama
Masculino
| Equipe | Fase de grupos                                                                                      | Fase de grupos | Segunda fase                       | Final                  | Pos.            |
| Equipe | Adversário e resultado                                                                              | Pos.           | Adversário e resultado             | Adversário e resultado | Pos.            |
| --- | --------------------------------------------------------------------------------------------------- | -------------- | ---------------------------------- | ---------------------- | --------------- |
| Sebastian Biederlack Moritz Fürste Tobias Hauke Florian Keller Oliver Korn Niklas Meinert Maximilian Müller Carlos Nevado Max Weinhold Tibor Weißenborn Benjamin Weß Timo Weß Philip Witte Matthias Witthaus Christopher Zeller Philipp Zeller | CHN China V 4-1 BEL Bélgica E 1-1 KOR Coreia do Sul E 3-3 ESP Espanha V 1-0 NZL Nova Zelândia V 3-1 | 2º (gr. A)     | NED Países Baixos V 1-1 (3-4) g.p. | ESP Espanha V 1-0      | Medalha de ouro |

Feminino
| Equipe | Fase de grupos                                                                                              | Fase de grupos | Segunda fase           | Final                  | Pos. |
| Equipe | Adversário e resultado                                                                                      | Pos.           | Adversário e resultado | Adversário e resultado | Pos. |
| --- | --- | -------------- | ---------------------- | ---------------------- | ---- |
| Tina Bachmann Janine Beermann Pia Eidmann Mandy Haase Martina Heinlein Eileen Hoffmann Natascha Keller Anke Kühn Julia Müller Janne Müller-Wieland Kristina Joana Reynolds Fanny Rinne Marion Rodewald Katharina-Isabel Scholz Christina Schütze Maike Stöckel | GBR Grã-Bretanha V 5-1 NZL Nova Zelândia V 2-1 USA Estados Unidos V 2-4 ARG Argentina D 0-4 JPN Japão V 1-0 | 1º (gr. B)     | CHN China D 2-3        | ARG Argentina D 3-1    | 4º   |

### Judô
| Atleta                     | Prova             | Fase Preliminar              | Ronda dos 32                   | Ronda dos 16               | Quartos-finais             | Semifinais                  | 1ª Ronda de Repescagem        | Repescagem Quartos-finais | Repescagem Semifinais      | Final                         | Final           |
| Atleta                     | Prova             | Adversário e resultado       | Adversário e resultado         | Adversário e resultado     | Adversário e resultado     | Adversário e resultado      | Adversário e resultado        | Adversário e resultado    | Adversário e resultado     | Adversário e resultado        | Pos.            |
| -------------------------- | ----------------- | ---------------------------- | ------------------------------ | -------------------------- | -------------------------- | --------------------------- | ----------------------------- | ------------------------- | -------------------------- | ----------------------------- | --------------- |
| Ole Bischof                | −81 kg masculino  |                              | AZE Azizov V 0020 - 0011       | USA Stevens V 0011 - 0001  | BRA Camilo V 0200 - 0000   | UKR Gontiuk V 0011 - 0001   |                               |                           |                            | KOR Kim Jae-Bum V 0010 - 0000 | Medalha de ouro |
| Michael Pinske             | −90 kg masculino  | SUI Aschwanden D 0000 - 0010 | Não avançou                    | Não avançou                | Não avançou                | Não avançou                 | Não avançou                   | Não avançou               | Não avançou                | Não avançou                   | Não avançou     |
| Benjamin Behrla            | −100 kg masculino | RUS Gasymov V 1100 - 0001    | MGL Tüvshinbayar D 0001 - 0021 | Não avançou                | Não avançou                | Não avançou                 | JPN Suzuki V 1000 - 0000      | KOR Sung-Ho D 0000 - 1000 | Não avançou                | Não avançou                   | Não avançou     |
| Andreas Tölzer             | +100 kg masculino |                              | UZB Tangriev D 0000 - 0211     | Não avançou                | Não avançou                | Não avançou                 | POL Wojnarowicz V 0100 - 0010 | FRA Riner D 0010 - 0020   | Não avançou                | Não avançou                   | Não avançou     |
| Michaela Baschin           | −48 kg feminino   |                              |                                | ALG Moussa V 0101 - 0000   | CUB Bermoy D 0000 - 0001   | Não avançou                 | Bye                           | RUS Bogdanova D 0000-0001 | Não avançou                | Não avançou                   | Não avançou     |
| Romy Tarangul              | −52 kg feminino   |                              | UZB Dijuraeva V 1101 - 0000    | JPN Nakamura D 0000 - 0001 | Não avançou                | Não avançou                 | Bye                           | BEL Heylen D 0000 - 0002  | Não avançou                | Não avançou                   | Não avançou     |
| Yvonne Bönisch             | −57 kg feminino   |                              | ITA Quintavalle D 0001 - 0101  | Não avançou                | Não avançou                | Não avançou                 | MGL Khishigbat V 0110 - 0001  | FRA Harel D 0000 - 0001   | Não avançou                | Não avançou                   | Não avançou     |
| Anna Von Harnier           | −63 kg feminino   | ASA A`Etonu V 1000 - 0000    | MGL Battugs V 1001 - 0000      | FRA Decosse D 0001 - 1001  | Não avançou                | Não avançou                 | Bye                           | SLO Žolnir D 0000 - 0200  | Não avançou                | Não avançou                   | Não avançou     |
| Annett Böhm                | −70 kg feminino   |                              | SEN Mendy V 1000 - 0000        | UKR Smal V 1001 - 0010     | ESP Iglesias V 1000 - 0000 | CUB Hernández D 0010 - 1000 |                               |                           | USA Rousey D 0001 - 0010   | Não avançou                   | Não avançou     |
| Heide Wollert              | −78 kg feminino   |                              | UKR Pryshchepa V 0011 - 0010   | NGR Yusuf V 1000 - 0000    | KOR Jeong D 0000 - 1002    | Não avançou                 | Bye                           | GBR Rogers V 0010 - 0001  | FRA Possamai D 0000 - 0200 | Não avançou                   | Não avançou     |
| Sandra Köppen-Zuchschwerdt | +78 kg feminino   |                              | AUS Shepherd D 0000 - 0110     | Não avançou                | Não avançou                | Não avançou                 |                               |                           |                            |                               |                 |

### Lutas
Livre masculino
| Atleta              | Prova  | Qualificação                         | 1/8 Finais             | Quartos-finais         | Semifinais             | Repescagem Ronda 1     | Repescagem Ronda 2              | Medalha de Bronze             | Pos. |
| Atleta              | Prova  | Adversário e resultado               | Adversário e resultado | Adversário e resultado | Adversário e resultado | Adversário e resultado | Adversário e resultado          | Adversário e resultado        | Pos. |
| ------------------- | ------ | ------------------------------------ | ---------------------- | ---------------------- | ---------------------- | ---------------------- | ------------------------------- | ----------------------------- | ---- |
| Davyd Bichinashvili | −84 kg | GEO R. Mindorashvili D 4-1, 0-2, 1-3 | Não avançou            | Não avançou            | Não avançou            | Bye                    | ARM H. Yenokyan V 1-0, 1-3, 2-0 | RUS G. Ketoev D 0-3, 2-0, 2-2 | 5    |
| Stefan Kehrer       | −96 kg | TUR H. Koç D 0-1, 1-1                | Não avançou            | Não avançou            | Não avançou            | Não avançou            | Não avançou                     | Não avançou                   | 13   |

Livre feminino
| Atleta               | Prova  | Qualificação               | 1/8 Finais                       | Quartos-finais         | Semifinais             | Repescagem Ronda 1     | Repescagem Ronda 2     | Final                  | Pos. |
| Atleta               | Prova  | Adversário e resultado     | Adversário e resultado           | Adversário e resultado | Adversário e resultado | Adversário e resultado | Adversário e resultado | Adversário e resultado | Pos. |
| -------------------- | ------ | -------------------------- | -------------------------------- | ---------------------- | ---------------------- | ---------------------- | ---------------------- | ---------------------- | ---- |
| Alexandra Engelhardt | −48 kg | KAZ T. Bakatyuk D 0-1, 0-1 | Não avançou                      | Não avançou            | Não avançou            | Não avançou            | Não avançou            | Não avançou            | 14   |
| Anita Schätzle       | −72 kg | FRA A. Prieto V 2-4, F-0   | POL A. Wieszczek V 1-1, 2-0, 1-4 | Não avançou            | Não avançou            | Não avançou            | Não avançou            | Não avançou            | 7    |

Greco-Romana
| Atleta               | Prova  | Qualificação           | 1/8 Finais                    | Quartos-finais              | Semifinais                | Repescagem Ronda 1     | Repescagem Ronda 2       | Final                      | Pos.             |
| Atleta               | Prova  | Adversário e resultado | Adversário e resultado        | Adversário e resultado      | Adversário e resultado    | Adversário e resultado | Adversário e resultado   | Adversário e resultado     | Pos.             |
| -------------------- | ------ | ---------------------- | ----------------------------- | --------------------------- | ------------------------- | ---------------------- | ------------------------ | -------------------------- | ---------------- |
| Markus Thätner       | −66 kg |                        | KAZ D. Bayakhmetov D 1-2, 1-3 | Não avançou                 | Não avançou               | Não avançou            | Não avançou              | Não avançou                | 18               |
| Konstantin Schneider | −74 kg |                        | ALG M. Zeghdane V 4-1, 4-0    | GEO M. Kvirkelia D 0-3, 0-5 | Não avançou               | Não avançou            | FRA C. Guenot D 1-2, 1-2 | Não avançou                | 9                |
| Mirko Englich        | −96 kg |                        | KOR H. Young V 2-1, 2-2       | ALB E. Guri V 1-1, 6-, 1-1  | USA A. Wheeler V 2-1, 2-2 |                        |                          | RUS A. Khushtov D 0-6, 0-3 | Medalha de prata |

### Natação
| Atleta                                                          | Prova                     | Eliminatórias                                                            | Eliminatórias | Semifinal   | Semifinal   | Final       | Final             |
| Atleta                                                          | Prova                     | Tempo                                                                    | Pos.          | Tempo       | Pos.        | Tempo       | Pos.              |
| --------------------------------------------------------------- | ------------------------- | ------------------------------------------------------------------------ | ------------- | ----------- | ----------- | ----------- | ----------------- |
| Paul Biedermann                                                 | 200 m livre               | 1:47.09                                                                  | 10 Q          | 1:46.41     | 5 Q         | 1:46.00     | 5                 |
| Paul Biedermann                                                 | 400 m livre               | 3:48.03                                                                  | 18            |             |             | Não avançou | Não avançou       |
| Steffen Deibler                                                 | 50 m livre                | 22.67                                                                    | 22            | Não avançou | Não avançou | Não avançou | Não avançou       |
| Steffen Deibler                                                 | 100 m livre               | 49.39                                                                    | 33            | Não avançou | Não avançou | Não avançou | Não avançou       |
| Rafed El-Masri                                                  | 50 m livre                | 21.96                                                                    | 10 Q          | 22.09       | 14          | Não avançou | Não avançou       |
| Christian Kubusch                                               | 400 m livre               | 3:52.73                                                                  | 29            |             |             | Não avançou | Não avançou       |
| Thomas Lurz                                                     | 10 km                     |                                                                          |               |             |             | 1:51:53     | Medalha de bronze |
| Helge Meeuw                                                     | 100 m costas              | 54.88                                                                    | 19            | Não avançou | Não avançou | Não avançou | Não avançou       |
| Helge Meeuw                                                     | 200 m costas              | 1:58.42                                                                  | 11 Q          | 1:56.85     | 8           | Não avançou | Não avançou       |
| Thomas Rupprath                                                 | 100 m costas              | 55.77                                                                    | 33            | Não avançou | Não avançou | Não avançou | Não avançou       |
| Thomas Rupprath                                                 | 100 m borboleta           | 53.56                                                                    | 44            | Não avançou | Não avançou | Não avançou | Não avançou       |
| Benjamin Starke                                                 | 100 m borboleta           | 53.50                                                                    | 41            | Não avançou | Não avançou | Não avançou | Não avançou       |
| Steffen Deibler Jens Schreiber Benjamin Starke Paul Biedermann  | Revezamento 4×100 m livre | 3:17.99 RN Deibler 49.61 Schreiber 49.58 Starke 49.65 Biedermann 49.15   | 15            |             |             | Não avançou | Não avançou       |
| Paul Biedermann Benjamin Starke Christian Kubusch Stefan Herbst | Revezamento 4×200 m livre | 7:13.92 Biedermann 1:47.48 Starke 1:48.51 Kubusch 1:49.28 Herbst 1:48.65 | 12            |             |             | Não avançou | Não avançou       |

| Atleta                                                         | Prova                      | Eliminatórias                                                          | Eliminatórias | Semifinal   | Semifinal   | Final                                                                | Final           |
| Atleta                                                         | Prova                      | Tempo                                                                  | Pos.          | Tempo       | Pos.        | Tempo                                                                | Pos.            |
| -------------------------------------------------------------- | -------------------------- | ---------------------------------------------------------------------- | ------------- | ----------- | ----------- | -------------------------------------------------------------------- | --------------- |
| Petra Dallmann                                                 | 100 m livre                | 54.70                                                                  | 16 Q          | 55.05       | 13          | Não avançou                                                          | Não avançou     |
| Petra Dallmann                                                 | 200 m livre                | 2:00.21                                                                | 24            | Não avançou | Não avançou | Não avançou                                                          | Não avançou     |
| Jaana Ehmke                                                    | 800 m livre                | 8:39.51                                                                | 25            |             |             | Não avançou                                                          | Não avançou     |
| Annika Lurz                                                    | 200 m livre                | 1:59.98                                                                | 22            | Não avançou | Não avançou | Não avançou                                                          | Não avançou     |
| Angela Maurer                                                  | 10 km                      |                                                                        |               |             |             | 1:59:31                                                              | 4               |
| Sarah Poewe                                                    | 100 m peito                | 1:08.69                                                                | 20            | Não avançou | Não avançou | Não avançou                                                          | Não avançou     |
| Anne Poleska                                                   | 200 m peito                | 2:26.74                                                                | 14 Q          | 2:26.71     | 10          | Não avançou                                                          | Não avançou     |
| Daniela Samulski                                               | 100 m borboleta            | 1:00.37                                                                | 39            | Não avançou | Não avançou | Não avançou                                                          | Não avançou     |
| Katharina Schiller                                             | 200 m medley               | 2:18.00                                                                | 30            | Não avançou | Não avançou | Não avançou                                                          | Não avançou     |
| Katharina Schiller                                             | 400 m medley               | 4:51.52                                                                | 33            | Não avançou | Não avançou | Não avançou                                                          | Não avançou     |
| Sonja Schöber                                                  | 100 m peito                | 1:11.36                                                                | 36            | Não avançou | Não avançou | Não avançou                                                          | Não avançou     |
| Sonja Schöber                                                  | 200 m medley               | 2:20.18                                                                | 34            | Não avançou | Não avançou | Não avançou                                                          | Não avançou     |
| Britta Steffen                                                 | 50 m livre                 | 24.90                                                                  | 6 Q           | 24.43       | 3 Q         | 24.06 RO                                                             | Medalha de ouro |
| Britta Steffen                                                 | 100 m livre                | 53.67                                                                  | 2 Q           | 53.96       | 6 Q         | 53.12 RO                                                             | Medalha de ouro |
| Meike Freitag Antje Buschschulte Daniela Götz Britta Steffen   | Revezamento 4×100 m livre  | 3:37.52 RN Freitag 54.53 Buschschulte 54.29 Götz 54.54 Steffen 54.16   | 2 Q           |             |             | 3:36.85 RN Steffen 53.38 Freitag 54.30 Götz 55.34 Buschschulte 53.83 | 5               |
| Meike Freitag Petra Dallmann Daniela Samulski Annika Lurz      | Revezamento 4×200 m livre  | 7:58.11 Freitag 1:58.09 Dallmann 1:59.55 Samulski 2:01.67 Lurz 1:58.80 | 12            |             |             | Não avançou                                                          | Não avançou     |
| Antje Buschschulte Sarah Poewe Daniela Samulski Britta Steffen | Revezamento 4x100 m medley | 4:02.53 Buschschulte 29.44 Poewe 31.89 Samulski 27.32 Steffen 25.44    | 9             |             |             | Não avançou                                                          | Não avançou     |

### Pentatlo moderno
| Atleta           | Evento    | Prova | Prova | Prova   | Prova | Prova   | Prova | Prova   | Prova | Prova    | Prova | Total PPM | Pos.            |
| Atleta           | Evento    | Tiro  | PPM   | Esgrima | PPM   | Natação | PPM   | Hipismo | PPM   | Corrida  | PPM   | Total PPM | Pos.            |
| ---------------- | --------- | ----- | ----- | ------- | ----- | ------- | ----- | ------- | ----- | -------- | ----- | --------- | --------------- |
| Steffen Gebhardt | Masculino | 183   | 1132  | 18      | 832   | 2:06.84 | 1280  | 1:22.61 | 1128  | 9:33.97  | 1108  | 5480      | 5               |
| Eric Walther     | Masculino | 172   | 1000  | 20      | 800   | 2:00.84 | 1352  | 1:46.18 | 892   | 9:18.55  | 1168  | 5292      | 16              |
| Lena Schöneborn  | Feminino  | 177   | 1060  | 28      | 1072  | 2:16.91 | 1280  | 1:08.05 | 1172  | 10:28.82 | 1208  | 5792      | Medalha de ouro |
| Eva Trautmann    | Feminino  | 168   | 952   | 9       | 616   | 2:17.17 | 1276  | 1:20.46 | 1024  | 10:40.25 | 1160  | 5082      | 29              |

### Polo aquático
Masculino
| Equipe | Fase de Grupos                                                                                 | Fase de Grupos | Quartas-de-final       | Disputa do 5º ao 12º lugares                                          | Semifinal              | Final                  | Pos. |
| Equipe | Adversário e resultado                                                                         | Pos.           | Adversário e resultado | Adversário e resultado                                                | Adversário e resultado | Adversário e resultado | Pos. |
| --- | ---------------------------------------------------------------------------------------------- | -------------- | ---------------------- | --------------------------------------------------------------------- | ---------------------- | ---------------------- | ---- |
| Tobias Kreuzmann Sören Mackeben Naroska Heiko Nossek Moritz Oeler Marc Politze Julian Real Marco Savic Scherwitis Andreas Schlotterbeck Marco Stamm Alexander Tschigir Michael Zellmer | SRB Sérvia D 11-7 CHN China V 6-5 CRO Croácia D 13-5 ITA Itália V 8-7 USA Estados Unidos D 8-7 | 5º (gr. B)     | Não avançou            | Class. 7º-10º GRE Grécia D 9-13 Decisão do 9º lugar ITA Itália D 10-8 | Não avançou            | Não avançou            | 10º  |

### Remo
Masculino
| Atleta | Prova            | Eliminatórias | Eliminatórias | Repescagem | Repescagem | Semifinais | Semifinais | Final       | Final       |
| Atleta | Prova            | Tempo         | Pos.          | Tempo      | Pos.       | Tempo      | Pos.       | Tempo       | Pos.        |
| --- | ---------------- | ------------- | ------------- | ---------- | ---------- | ---------- | ---------- | ----------- | ----------- |
| Marcel Hacker | Skiff simples    | 7:26:71       | 2             | 6:48:85    | 1          | 7:03:05    | 4          | 7:07.82     | 7           |
| Tom Lehmann Felix Drahotta | Dois sem         | 6:48:60       | 3             |            |            | 6:37:26    | 3          | 6:47.40     | 4           |
| Karsten Brodowski Clemens Wenzel | Skiff duplo      | 6:29:60       | 3             |            |            | 6:28:46    | 6          | 6:37.97     | 9           |
| Manuel Brehmer Jonathan Koch | Skiff duplo leve | 6:21:99       | 3             | 6:41:48    | 1          | 6:37.07    | 9          | 6:28.66     | 9           |
| Philipp Adamski Gregor Hauffe Urs Käufer Toni Seifert                                                                                          | Quatro sem       | 6:00:95       | 2             |            |            | 5:58:72    | 3          | 6:19.63     | 6           |
| René Bertram Hans Gruhne Stephan Krüger Christian Schreiber                                                                                    | Skiff quádruplo  | 5:43:48       | 2             |            |            | 5:53.56    | 6          | 5:50.96     | 6           |
| Florian Eichner Matthias Flach Florian Mennigen Philipp Naruhn Andreas Penkner Sebastian Schmidt Peter Thiede (cox) Jochen Urban Kristof Wilke | Oito com         | 5:37:56       | 4             | 5:47:05    | 6          |            |            | 5:36.89     | 8           |
| Jochen Kühner Martin Kühner Jost Schömann-Finck Bastian Seibt                                                                                  | Quatro sem leve  | 5:50:16       | 1             |            |            | DNS        | DNS        | Não avançou | Não avançou |

Feminino
| Atleta | Prova            | Eliminatórias | Eliminatórias | Repescagem | Repescagem | Semifinais | Semifinais | Final       | Final             |
| Atleta | Prova            | Tempo         | Pos.          | Tempo      | Pos.       | Tempo      | Pos.       | Tempo       | Pos.              |
| --- | ---------------- | ------------- | ------------- | ---------- | ---------- | ---------- | ---------- | ----------- | ----------------- |
| Maren Derlien Lenka Wech | Dois sem         | 7:28:66       | 2             | 7:27:02    | 2          |            |            | 7:25.73     | 4                 |
| Christiane Huth Annekatrin Thiele | Skiff duplo      | 7:09:06       | 2             | 6:55:96    | 2          |            |            | 7:07.33     | Medalha de prata  |
| Berit Carow Marie-Louise Dräger | Skiff duplo leve | 6:51:96       | 1             |            |            | 7:04.95    | 3          | 6:56.72     | 4                 |
| Britta Oppelt Manuela Lutze Kathrin Boron Stephanie Schiller                                                                                    | Skiff quádruplo  | 6:15.26       | 2             | 6:36.17    | 1          |            |            | 6:19.56     | Medalha de bronze |
| Christina Hennings Elke Hippler Kerstin Naumann Katrin Reinert Annina Ruppel Magdalena Schmude Nadine Schmutzler Nina Wengert Nicole Zimmermann | Oito com         | 6:14:42       | 4             | 6:14:45    | 5          |            |            | Não avançou | Não avançou       |

Juliane Domscheit foi uma reserva para o skiff quádruplo, e Laura Tibitanzl para o skiff duplo leve.

### Saltos ornamentais
| Patrick Hausding                 | Trampolim 3 m individual masculino     | 451.65 | 11 | 481.5       | 5           | 462.05      | 8                 |             |             |
| Pavlo Rozenberg                  | Trampolim 3 m individual masculino     | 431.65 | 16 | 454.40      | 12          | 485.60      | 5                 |             |             |
| Patrick Hausding                 | Plataforma 10 m individual masculino   | 423.40 | 17 | 453.30      | 10          | 448.30      | 9                 |             |             |
| Sascha Klein                     | Plataforma 10 m individual masculino   | 453.80 | 10 | 382.85      | 18          | Não avançou | Não avançou       |             |             |
| Pavlo Rozenberg Sascha Klein     | Trampolim 3 m sincronizado masculino   |        |    |             |             | 402.84      | 6                 |             |             |
| Patrick Hausding Sascha Klein    | Plataforma 10 m sincronizado masculino |        |    |             |             | 450.42      | Medalha de prata  |             |             |
| Katia Dieckow                    | Trampolim 3 m individual feminino      | 302.70 | 9  | 263.00      | 18          | Não avançou | Não avançou       | Não avançou | Não avançou |
| Ditte Kotzian                    | Trampolim 3 m individual feminino      | 282.80 | 16 | 292.25      | 15          | Não avançou | Não avançou       | Não avançou | Não avançou |
| Annett Gamm                      | Plataforma 10 m individual feminino    | 234.30 | 29 | Não avançou | Não avançou | Não avançou | Não avançou       |             |             |
| Christin Steuer                  | Plataforma 10 m individual feminino    | 290.80 | 19 | Não avançou | Não avançou | Não avançou | Não avançou       |             |             |
| Ditte Kotzian Heike Fischer      | Trampolim 3 m sincronizado feminino    |        |    |             |             | 318.90      | Medalha de bronze |             |             |
| Stefanie Anthes Nora Subschinski | Plataforma 10 m sincronizado feminino  |        |    |             |             | 310.29      | 4                 |             |             |

### Taekwondo
| Atleta        | Prova            | Ronda dos 16           | Quartos-finais         | Semifinais             | Repescagem Quartos-finais | Repescagem Semifinais  | Final                  |
| Atleta        | Prova            | Adversário e resultado | Adversário e resultado | Adversário e resultado | Adversário e resultado    | Adversário e resultado | Adversário e resultado |
| ------------- | ---------------- | ---------------------- | ---------------------- | ---------------------- | ------------------------- | ---------------------- | ---------------------- |
| Levent Tuncat | −58 kg masculino | AFG R. Nikpai D 3-4    | Não avançou            | Não avançou            | Não avançou               | Não avançou            | Não avançou            |
| Daniel Manz   | −68 kg masculino | KGZ R. Abduraim V 1-0  | USA M. Lopez D 1-3     | Não avançou            | Não avançou               | Não avançou            | Não avançou            |
| Sümmeye Gülec | −49 kg feminino  | VEN D. Contreras D 2-4 | Não avançou            | Não avançou            | Não avançou               | Não avançou            | Não avançou            |
| Helena Fromm  | −67 kg feminino  | GUI M. Barry V 6-1     | PUR A. Ocasio D 0-2    | Não avançou            | Não avançou               | Não avançou            | Não avançou            |

### Tênis
| Atleta                          | Prova             | Ronda dos 64                  | Ronda dos 32                 | Ronda dos 16                          | Quartos-finais         | Semifinais             | Final                  |
| Atleta                          | Prova             | Adversário e resultado        | Adversário e resultado       | Adversário e resultado                | Adversário e resultado | Adversário e resultado | Adversário e resultado |
| ------------------------------- | ----------------- | ----------------------------- | ---------------------------- | ------------------------------------- | ---------------------- | ---------------------- | ---------------------- |
| Nicolas Kiefer                  | Singles masculino | BLR M Mirnyi V 6-3 6-1        | RSA K Anderson V 6-4 6-7 6-4 | FRA P-H Mathieu D 3-6 5-7             | Não avançou            | Não avançou            | Não avançou            |
| Rainer Schüttler                | Singles masculino | JPN K Nishikori V 6-4 5-7 6-3 | SRB N Djokovic D 4-6 2-6     | Não avançou                           | Não avançou            | Não avançou            | Não avançou            |
| Nicolas Kiefer Rainer Schüttler | Duplas masculinas |                               |                              | AUT J Knowle - J Melzer D 7-6 3-6 1-6 | Não avançou            | Não avançou            | Não avançou            |

### Tênis de mesa
Individual
| Atleta             | Prova                | Ronda Preliminar       | Ronda 1                | Ronda 2                | Ronda 3                | Ronda 4                | Quartos-finais         | Semifinais             | Final                  |
| Atleta             | Prova                | Adversário e resultado | Adversário e resultado | Adversário e resultado | Adversário e resultado | Adversário e resultado | Adversário e resultado | Adversário e resultado | Adversário e resultado |
| ------------------ | -------------------- | ---------------------- | ---------------------- | ---------------------- | ---------------------- | ---------------------- | ---------------------- | ---------------------- | ---------------------- |
| Timo Boll          | Individual masculino |                        |                        |                        | PRK K. Bong V 4-1      | KOR O. Eun D 1-4       | Não avançou            | Não avançou            | Não avançou            |
| Dimitrij Ovtcharov | Individual masculino |                        |                        |                        | ROU A. Crisan V 4-3    | HKG K. Chak D 1-4      | Não avançou            | Não avançou            | Não avançou            |
| Christian Süß      | Individual masculino |                        |                        | HUN J. Jakab V 4-1     | BLR V. Samsonov D 0-4  | Não avançou            | Não avançou            | Não avançou            | Não avançou            |
| Elke Schall        | Individual feminino  |                        |                        | TUR M. Hu D 2-4        | Não avançou            | Não avançou            | Não avançou            | Não avançou            | Não avançou            |
| Jiaduo Wu          | Individual feminino  |                        |                        |                        | AUT L. Qiangbing D 3-4 | Não avançou            | Não avançou            | Não avançou            | Não avançou            |

Equipas
| Plantel                                                           | Fase de Grupos         | Fase de Grupos | Semifinal              | Final                  | Pos.             |
| Plantel                                                           | Adversário e resultado | Pos.           | Adversário e resultado | Adversário e resultado | Pos.             |
| ----------------------------------------------------------------- | ---------------------- | -------------- | ---------------------- | ---------------------- | ---------------- |
| Equipa: Bastian Steger Christian Süß Timo Boll Dimitrij Ovtcharov | CRO Croácia V 3-0      | 1 (g. B)       | JPN Japão V 3-2        | CHN China D 3-0        | Medalha de prata |
| Equipa: Bastian Steger Christian Süß Timo Boll Dimitrij Ovtcharov | CAN Canadá V 3-0       | 1 (g. B)       | JPN Japão V 3-2        | CHN China D 3-0        | Medalha de prata |
| Equipa: Bastian Steger Christian Süß Timo Boll Dimitrij Ovtcharov | SIN Singapura V 3-1    | 1 (g. B)       | JPN Japão V 3-2        | CHN China D 3-0        | Medalha de prata |

| Plantel                                                   | Fase de Grupos         | Fase de Grupos | Semifinal              | Final                  | Pos.        |
| Plantel                                                   | Adversário e resultado | Pos.           | Adversário e resultado | Adversário e resultado | Pos.        |
| --------------------------------------------------------- | ---------------------- | -------------- | ---------------------- | ---------------------- | ----------- |
| Equipa: Zhengi Barthel Elke Schall Wu Jiaduo Amelie Solja | ROU Romênia D 0-3      | 4 (g. C)       | Não avançou            | Não avançou            | Não avançou |
| Equipa: Zhengi Barthel Elke Schall Wu Jiaduo Amelie Solja | POL Polônia D 1-3      | 4 (g. C)       | Não avançou            | Não avançou            | Não avançou |
| Equipa: Zhengi Barthel Elke Schall Wu Jiaduo Amelie Solja | HKG Hong Kong D 3-0    | 4 (g. C)       | Não avançou            | Não avançou            | Não avançou |

### Tiro
| Atleta               | Prova                            | Qualificação | Qualificação | Final       | Final       | Pos.              |
| Atleta               | Prova                            | Pontuação    | Pos.         | Pontuação   | Total       | Pos.              |
| -------------------- | -------------------------------- | ------------ | ------------ | ----------- | ----------- | ----------------- |
| Tino Mohaupt         | Carabina de ar 10 m masculino    | 593          | 25           | Não avançou | Não avançou | 25                |
| Michael Winter       | Carabina de ar 10 m masculino    | 588          | 36           | Não avançou | Não avançou | 36                |
| Michael Winter       | Carabina deitado 50 m masculino  | 590          | 31           | Não avançou | Não avançou | 31                |
| Maik Eckhardt        | Carabina deitado 50 m masculino  | 592          | 24           | Não avançou | Não avançou | 24                |
| Maik Eckhardt        | Carabina três posições masculino | 398          | 11           | Não avançou | Não avançou | 11                |
| Hans-Jörg Meyer      | Carabina de ar 10 m masculino    | 577          | 21           | Não avançou | Não avançou | 21                |
| Hans-Jörg Meyer      | Pistola livre 50 m masculino     | 557          | 13           | Não avançou | Não avançou | 13                |
| Florian Schmidt      | Carabina de ar 10 m masculino    | 571          | 38           | Não avançou | Não avançou | 38                |
| Florian Schmidt      | Pistola livre 50 m masculino     | 549          | 29           | Não avançou | Não avançou | 29                |
| Christian Reitz      | Tiro rápido 25 m masculino       | 579          | 6            | 200.3       | 779.3       | Medalha de bronze |
| Ralf Schumann        | Tiro rápido 25 m masculino       | 579          | 5            | 200.5       | 779.5       | Medalha de prata  |
| Axel Wegner          | Skeet masculino                  | 115          | 20           | Não avançou | Não avançou | 20                |
| Tino Wenzel          | Skeet masculino                  | 117          | 13           | Não avançou | Não avançou | 13                |
| Karsten Bindrich     | Fossa olímpica masculino         | 119          | 7            | Não avançou | Não avançou | 7                 |
| Stefan Rüttgeroth    | Fossa olímpica masculino         | 113          | 24           | Não avançou | Não avançou | 24                |
| Sonja Pfeilschifter  | Carabina de ar 10 m feminino     | 396          | 12           | Não avançou | Não avançou | 12                |
| Sonja Pfeilschifter  | Carabina três posições feminino  | 578          | 17           | Não avançou | Não avançou | 17                |
| Barbara Lechner      | Carabina de ar 10 m feminino     | 394          | 17           | Não avançou | Não avançou | 17                |
| Barbara Lechner      | Carabina três posições feminino  | 582          | 9            | Não avançou | Não avançou | 9                 |
| Munkhbayar Dorjsuren | Pistola de ar 10 m feminino      | 379          | 24           | Não avançou | Não avançou | 24                |
| Munkhbayar Dorjsuren | Pistola livre 25 m feminino      | 587          | 2            | 202.2       | 789.2       | Medalha de bronze |
| Claudia Verdicchio   | Pistola de ar 10 m feminino      | 383          | 10           | Não avançou | Não avançou | 10                |
| Stefanie Thurmann    | Pistola livre 25 m feminino      | 576          | 23           | Não avançou | Não avançou | 23                |
| Christine Brinker    | Skeet feminino                   | 70           | 4            | 23          | 93          | Medalha de bronze |
| Susanne Kiermayer    | Fossa olímpica feminino          | 65           | 8            | Não avançou | Não avançou | 8                 |

### Tiro com arco
| Atleta       | Prova                | Rodada de classificação | Rodada de classificação | Ronda dos 64              | Ronda dos 32           | Ronda dos 16           | Quartos-finais         | Semifinais             | Final                  | Final       |             |
| Atleta       | Prova                | Pontuação               | Pos.                    | Adversário e resultado    | Adversário e resultado | Adversário e resultado | Adversário e resultado | Adversário e resultado | Adversário e resultado | Pos.        |             |
| ------------ | -------------------- | ----------------------- | ----------------------- | ------------------------- | ---------------------- | ---------------------- | ---------------------- | ---------------------- | ---------------------- | ----------- | ----------- |
| Jens Pieper  | Individual masculino | 648                     | 45                      | UKR O. Serdyuk D 105-107  | Não avançou            | Não avançou            | Não avançou            | Não avançou            | Não avançou            | Não avançou |             |
| Anja Hitzler | Individual feminino  | 629                     | 33                      | FRA S. Dodemont V 107-106 | KOR P. Hyun D 107-112  | Não avançou            | Não avançou            | Não avançou            | Não avançou            | Não avançou | Não avançou |

### Triatlo
| Atleta             | Prova     | Natação | Ciclismo | Corrida | Total      | Pos.            |
| ------------------ | --------- | ------- | -------- | ------- | ---------- | --------------- |
| Jan Frodeno        | Masculino | 18:14   | 59:01    | 30:46   | 1:48:53.28 | Medalha de ouro |
| Christian Prochnow | Masculino | 18:23   | 58:56    | 58:56   | 1:50:33.90 | 15              |
| Daniel Unger       | Masculino | 18:25   | 58:49    | 31:35   | 1:49:43.78 | 6               |
| Anja Dittmer       | Feminino  | 20:16   | 1:06:08  | 38:18   | 2:05:45.86 | 33              |
| Ricarda Lisk       | Feminino  | 20:00   | 1:04:12  | 36:46   | 2:02:07.75 | 15              |
| Christiane Pilz    | Feminino  | 20:00   | 1:04:09  | 38:29   | 2:03:46.82 | 26              |

### Vela
Masculino
| Atleta                     | Prova | Regata | Regata | Regata | Regata | Regata | Regata | Regata | Regata | Regata | Regata | Regata | Pontuação | Pos. |
| Atleta                     | Prova | 1      | 2      | 3      | 4      | 5      | 6      | 7      | 8      | 9      | 10     | M      | Pontuação | Pos. |
| -------------------------- | ----- | ------ | ------ | ------ | ------ | ------ | ------ | ------ | ------ | ------ | ------ | ------ | --------- | ---- |
| Ingo Borkowski Marc Pickel | Star  | 2      | (14)   | 1      | 8      | 3      | 8      | 14     | 10     | 6      | 10     | 8      | 70        | 7    |

Feminino
| Atleta                                   | Prova        | Regata | Regata | Regata | Regata | Regata   | Regata | Regata   | Regata | Regata | Regata | Regata | Pontuação | Pos. |
| Atleta                                   | Prova        | 1      | 2      | 3      | 4      | 5        | 6      | 7        | 8      | 9      | 10     | M      | Pontuação | Pos. |
| ---------------------------------------- | ------------ | ------ | ------ | ------ | ------ | -------- | ------ | -------- | ------ | ------ | ------ | ------ | --------- | ---- |
| Petra Niemann                            | Laser Radial | 20     | 20     | 19     | 8      | (29) BFD | 7      | 4        | 17     | 14     | CAN    | DNS    | 109       | 15   |
| Vivian Kussatz Stefanie Rothweiler       | 470          | 7      | 6      | 11     | 9      | 5        | 12     | (20) OCS | 8      | 8      | 12     | 12     | 90        | 9    |
| Julia Bleck Ute Hoepfner Ulrike Schümann | Yngling      | 8      | 7      | 7      | 11     | 11       | 3      | 5        | (13)   |        |        | 4      | 56.0      | 4    |

Misto
| Atleta                             | Prova   | Regata | Regata | Regata | Regata | Regata | Regata | Regata | Regata | Regata | Regata | Regata | Regata | Regata | Regata | Regata | Regata | Pontuação | Pos.              |
| Atleta                             | Prova   | 1      | 2      | 3      | 4      | 5      | 6      | 7      | 8      | 9      | 10     | 11     | 12     | 13     | 14     | 15     | M      | Pontuação | Pos.              |
| ---------------------------------- | ------- | ------ | ------ | ------ | ------ | ------ | ------ | ------ | ------ | ------ | ------ | ------ | ------ | ------ | ------ | ------ | ------ | --------- | ----------------- |
| Hannes Peckolt Jan-Peter Peckolt   | 49er    | (16)   | 6      | 11     | 6      | 3      | 2      | 2      | 12     | 4      | 5      | 4      | 7      |        |        |        | 4      | 66.0      | Medalha de bronze |
| Johannes Polgar Florian Sparteholz | Tornado | 10     | 7      | 11     | 5      | 6      | 1      | 5      | (13)   | 4      | 3      |        |        |        |        |        | DNF    | 74        | 8                 |

- BFD = Desclassificado
- OCS = Queimou a largada
- CAN = Regata cancelada
- DNS = Não iniciou
- DNF = Não terminou

### Voleibol
Masculino
| Equipe | Fase de Grupos | Fase de Grupos | Quartos-final          | Semifinal              | Final                  | Pos. |
| Equipe | Adversário e resultado | Pos.           | Adversário e resultado | Adversário e resultado | Adversário e resultado | Pos. |
| --- | --- | -------------- | ---------------------- | ---------------------- | ---------------------- | ---- |
| Patrick Femerling Björn Andrae Ralph Bergmann Marcus Böhme Frank Dehne Stefan Hübner Thomas Kröger Robert Kromm Christian Pampel Marcus Popp Jochen Schöpp Marc Siebeck Simon Tischer | POL Polônia D 0-3 (17-25, 31-33, 20-25) RUS Rússia D 2-3 (27-25, 21-25, 25-21, 23-25, 14-16) EGY Egito V 3-0 (29-27, 25-21, 25-21) SRB Sérvia D 1-3 (21-25, 25-27, 26-24, 23-25) BRA Brasil D 0-3 (22-25, 21-25, 23-25) | 5º (gr. B)     | Não avançou            | Não avançou            | Não avançou            | 9º   |

### Voleibol de praia
Masculino
| Atleta                           | Fase de grupos | Fase de grupos | Ronda dos 16                   | Quartos-finais                             | Semifinais             | Final                  |
| Atleta                           | Adversário e resultado | Pos.           | Adversário e resultado         | Adversário e resultado                     | Adversário e resultado | Adversário e resultado |
| -------------------------------- | --- | -------------- | ------------------------------ | ------------------------------------------ | ---------------------- | ---------------------- |
| Julius Brink Christoph Dieckmann | JPN Asahi/Shiratori V 2-0 (21-18, 21-18) USA Gibb/Rosenthal D 0-2 (15-21, 13-21) NED Boersma/Ronnes D 0-2 (16-21, 20-22)                                                                | 4º (gr. F)     | Não avançou                    | Não avançou                                | Não avançou            | Não avançou            |
| David Klemperer Eric Koreng      | NOR Kjemperud/Skarlund V 2-1 (19-21, 22-20, 15-7) SUI Laciga/Schnider D 0-2 (15-21, 15-21) NED Nummerdor/Schuil D 0-2 (16-21, 16-21) Repescagem NED Boersma/Ronnes V 2-0 (21-16, 27-25) | 3º (gr. E)     | CHN Xu/Wu V 2-0 (18-21, 15-21) | USA Rogers/Dalhausser D 0-2 (13-21, 23-25) | Não avançou            | Não avançou            |

Feminino
| Atleta                   | Fase de grupos | Fase de grupos | Ronda dos 16                                        | Quartos-finais         | Semifinais             | Final                  |
| Atleta                   | Adversário e resultado | Pos.           | Adversário e resultado                              | Adversário e resultado | Adversário e resultado | Adversário e resultado |
| ------------------------ | --- | -------------- | --------------------------------------------------- | ---------------------- | ---------------------- | ---------------------- |
| Sara Goller Laura Ludwig | RSA Augoustides/Nel V 2-0 (21-12, 21-14) CHN Xue/Zhang Xi D 0-2 (14-21, 18-21) GRE Koutroumanidou/Tsiartsiani V 2-0 (24-22, 21-12) | 2º (gr. D)     | AUT Schwaiger/Schwaiger D 1-2 (21-23, 21-11, 16-18) | Não avançou            | Não avançou            | Não avançou            |
| Stephanie Pohl Okka Rau  | CUB Esteves Ribalta/M. Crespo V 2-0 (21-17, 21-19) USA Branagh/Youngs D 0-2 (17-21, 16-21) NED Kadijk/Mooren V 2-0 (21-19, 21-18)  | 2º (gr. E)     | BRA Larissa/Ana Paula D 0-2 (18-21, 14-21)          | Não avançou            | Não avançou            | Não avançou            |